# Corey Dillon
Pour les articles homonymes, voir Dillon.
(en) Statistiques sur pro-football-reference
Corey Dillon est un joueur américain de Football américain, né le 24 octobre 1974 à Seattle, qui évoluait au poste de running back.

## Biographie

### Carrière universitaire
Il effectua sa carrière universitaire avec les Washington Huskies.
En 1996, il a établi des records NCAA en réalisant en un seul quart temps :  220 yards à la course et 83 yards à la passe avec touchdown.

### Carrière professionnelle
Il fut drafté en NFL au 2e tour en 1997 par les Bengals de Cincinnati.
De 2004 à 2006, il a évolué avec les Patriots de la Nouvelle-Angleterre avec lesquels il a remporté le Super Bowl XXXIX.
Au terme de sa carrière, Dillon a disputé 150 matchs de NFL, il a cumulé 11 241 yards à la course pour 82 touchdowns. Il a dépassé sept fois les 1 100 yards à la course par saison, son record étant de 1 635 yards lors de la saison 2004.

## Palmarès

### Universitaire
- 1996 : 6e de NCAA à la course

### NFL
- Vainqueur du Super Bowl XXXIX en 2004-05
- Pro Bowl : 1999, 2000, 2001, 2004